# Ruta 125 (Costa Rica)
La Ruta 125, oficialmente Ruta Nacional Secundaria 125, es una ruta nacional de Costa Rica ubicada en la provincia de Alajuela.

## Descripción
En la provincia de Alajuela, la ruta atraviesa el cantón de Alajuela (los distritos de Alajuela, Carrizal).